# Fatty's Tintype Tangle
Fatty's Tintype Tangle er en amerikansk stumfilm fra 1915 af Fatty Arbuckle.

## Medvirkende
- Roscoe Arbuckle som Fatty.
- Norma Nichols.
- Edgar Kennedy som Edgar.
- Louise Fazenda.
- Mai Wells.